# Zía
Zía (řecky: Ζια) je horská vesnice na řeckém ostrově Kós. Nachází se 16 kilometrů od Kóu, hlavního města ostrova. Ve vesnici se dochoval jeden z mnoha dříve vybudovaných vodních mlýnů. Další památkou obce je vesnický kostelík, který byl do své současné polohy vybudován v roce 1919. Z vesnice je možný pěší výstup na nejvyšší horu ostrova, Díkeos, která měří 846 metrů. Spolu se sousední vesnicí Lagoudi je pro statistické účely brána jako jedna sídelní jednotka a tato v roce 2011 měla 151 obyvatel.

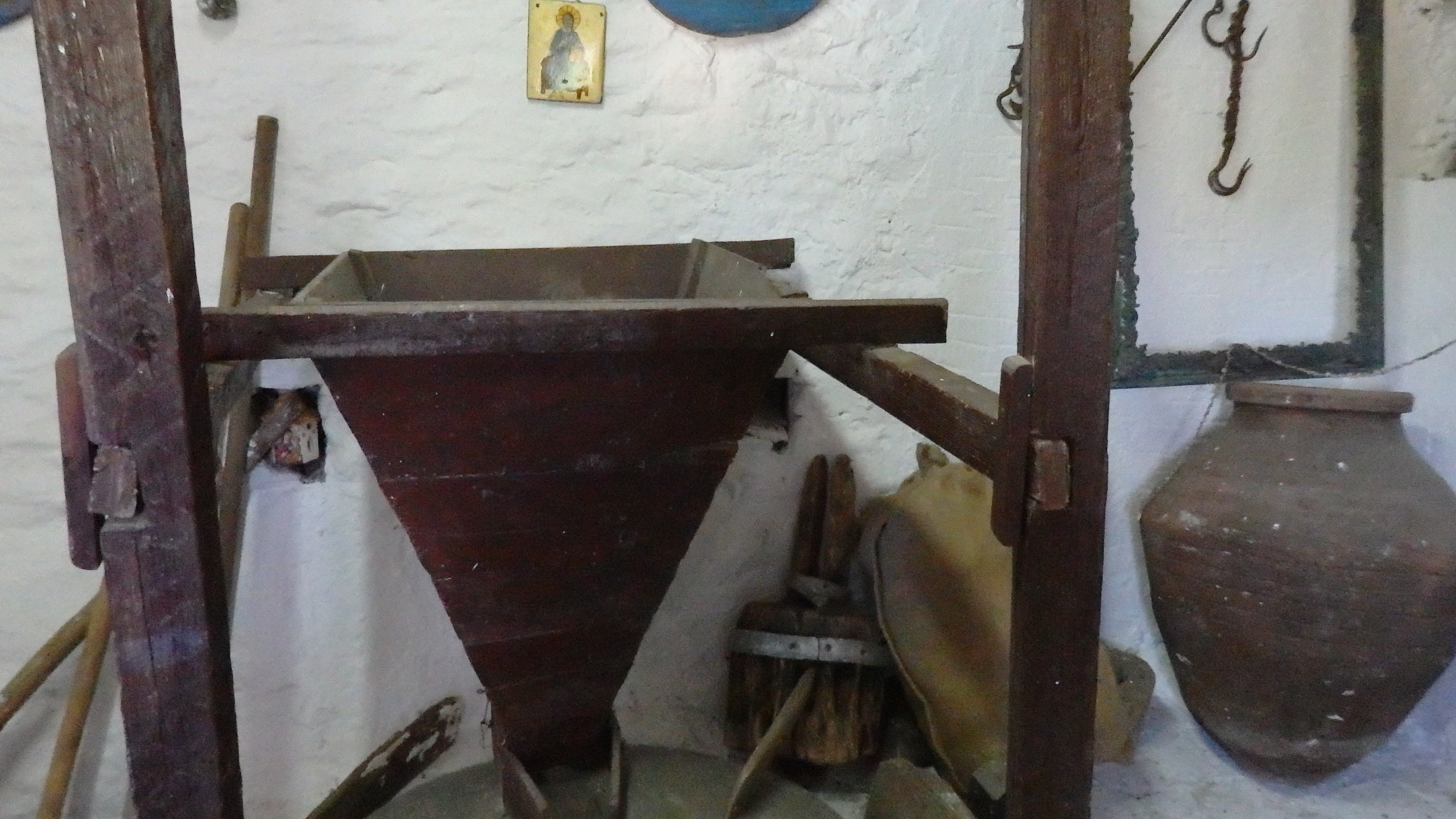
Vodní mlýn, Zía